# Atemlos nach Florida
Atemlos nach Florida (Originaltitel: The Palm Beach Story) ist eine US-amerikanische Screwball-Komödie von Preston Sturges mit Claudette Colbert und Joel McCrea aus dem Jahr 1942.

## Handlung
Tom und Gerry Jeffer leben trotz beengter finanzieller Verhältnisse glücklich in New York City. Eines Tages können sie jedoch ihre Miete nicht mehr bezahlen und sollen ihre Wohnung räumen, als Gerry eine, wie sie findet, grandiose Idee kommt. Durch die Bekanntschaft mit dem betagten Wurstmagnaten „Wienie King“ wird sich die junge Frau ihrer Wirkung auf ältere, wohlhabende Männer bewusst. Sie macht sich auf nach Florida, um dort nach einer Expressscheidung einen Millionär zu heiraten. Das würde ihr ein Leben in Luxus und ohne Sorgen ermöglichen und ihr gleichzeitig die Möglichkeit verschaffen, Tom bei seinem beruflichen Fortkommen zu unterstützen.
Schon auf der Pennsylvania Station macht Gerry die Bekanntschaft einer Jagdgesellschaft mit dem klingenden Namen The Ale and Quail Club. Die stark alkoholisierten Herren laden Gerry ein, auf ihre Kosten mit nach Palm Beach zu kommen, doch als sie mit ihren Gewehren herumschießen und zudringlich werden, flieht Gerry in einen anderen Schlafwagen und landet prompt neben John D. Hackensacker III. Am nächsten Morgen findet sich Gerry nur im Pyjama wieder, weil mittlerweile der Salonwagen samt der ganzen Jagdgesellschaft wegen ungebührlichen Verhaltens vom Zug abgekoppelt wurde. John D. Hackensacker III., einer der reichsten Männer der Welt, erbarmt sich Gerrys und nimmt sie mit auf seine Yacht vor Palm Beach.
Gerade als die beiden an Land gehen wollen, sehen sie dort schon Tom stehen, der seine Frau zurückhaben will. Gerry rettet die Situation, indem sie Tom als ihren Bruder „Captain McGloo“ vorstellt. Tom, alias Captain McGloo, erregt die Aufmerksamkeit von Johns bereits mehrfach geschiedener Schwester, der Prinzess Maud Centimillia. Die Verwicklungen nehmen ihren Lauf, während John Gerry und Maud Tom erste Avancen und dann Heiratsanträge machen. Schließlich klären sich die Missverständnisse auf und am Ende heiraten John und Maud die jeweiligen Zwillinge von Tom und Gerry und alle werden glücklich. Zumindest für den Augenblick.

## Hintergrund
Preston Sturges war 1942 nach einem rasanten Aufstieg vom Drehbuchautor zum Regisseur eine Art von Wunderkind der Filmbranche. Seine Filme wurden von der Kritik hochgelobt und spätestens mit dem finanziellen Erfolg von Die Falschspielerin aus dem Jahr 1941 bekam Sturges freie Hand von den Studioverantwortlichen in Bezug auf die Wahl der Drehbücher und des gesamten technischen Stabes, inklusive der Schauspieler. Der erste Film, bei dem Sturges alle Freiheiten besaß, war ein Lieblingsprojekt von ihm, Sullivans Reisen, mit Joel McCrea und Veronica Lake in den Hauptrollen. Der Film war noch nicht im Verleih, als Sturges schon über das Folgeprojekt nachdachte. Zuerst spielte er mit der Idee, die Novelle The Passionate Witch, wieder mit Lake und McCrea in den Hauptrollen, zu verfilmen. Das Unterfangen ging schließlich in die Verantwortung von René Clair über, der daraus die Komödie Meine Frau, die Hexe machte. Sturges schrieb am Ende ab dem 1. September 1941 ein völlig neues Drehbuch mit dem Arbeitstitel Is That Bad?, in dem er sich über die Moralvorstellungen der sogenannten Oberen Zehntausend und ihren verschwenderischen Lebensstil lustig machten. Sturges stammte selbst aus reicher Familie und seine erste Ehefrau Eleanor Hutton wurde von vor der Ehe mit Sturges unter anderem von Prinz Jerome Rospigliosi-Gioeni umworben.
In seiner Autobiographie äußerte sich Sturges über den Film:

„'Atemlos nach Florida' war als Illustration meiner Theorie über die Aristokratie der Schönen gedacht. Oder, wie es Claudette Colbert gegenüber Joel McCrea ausdrückt: 'Du hast keine Vorstellung, was eine langbeinige Schönheit alles machen kann, ohne überhaupt etwas zu tun.'“

„[The Palm Beach Story was] conceived as an illustration of my theory of the aristocracy of beauty, or, as Claudette Colbert expressed it to Joel McCrea, 'You have no idea what a long-legged gal can do without doing anything.“

Das Vertrauen von Paramount war so groß, dass Sturges den größten Star des Studios, Claudette Colbert, für die weibliche Hauptrolle verpflichten konnte. Colbert bekam für ihre Mitwirkung 150.000 US-Dollar, während Joel McCrea eine Gage in Höhe von 60.000 US-Dollar erhielt. Mit Mary Astor und Rudy Vallée, einem bekannten Sänger und Musicaldarsteller, führten zwei hochbezahlte Schauspieler die Liste der Nebendarsteller an. Colbert war eine erfahrene Komödiantin, die seit ihrem Durchbruch 1934 in Frank Capras Es geschah in einer Nacht zu einer gefragten Darstellerin im Genre der Screwball-Komödie aufgestiegen war, darunter Blaubarts achte Frau unter der Regie von Ernst Lubitsch sowie Midnight – Enthüllung um Mitternacht. Für Joel McCrea war es die zweite von drei Zusammenarbeiten mit Preston Sturges. Der Regisseur besetzte wie bereits in seinen vorangegangenen Filmen auch hier wieder Nebenrollen mit William Demarest, Robert Warwick und Arthur Hoyt.
Als der Film schließlich in den Verleih kam, äußerten sich einige Kritiker besonders vorteilhaft über Mary Astor, die mit ihrer Darstellung der liebestollen Prinzessin Centimillia den anderen Schauspielern mehr oder weniger die Schau stahl. Astor selber war alles andere als begeistert von ihrer Rolle. Sie meinte in ihrer Biographie nüchtern:

„Ich trug eine blonde Perücke und wedelte mit einer Lorgnette umher und Rudy Vallee spielte meinen Bruder. Ich konnte es Preston Sturges nie recht machen. Wir kamen nicht zusammen. Ich konnte nicht mit dieser hohen, pfeifenden Stimme sprechen und meine Stimme so modulieren, wie es seiner Meinung nach verrückte Damen der High-Society tun würden, oder wenigstens solche, die sechs Ex-Ehemänner und sechs Millionen Dollar haben.“

„I wore a blond wig and waved a lorgnette around and Rudy Vallee played my brother, and I could never please Preston Sturges, the director. It was just not my thing. I couldn't talk in a high, fluty voice and run my words together as he thought high-society women did, or at least mad high-society women who've had six husbands and six million dollars.“

Der Film sollte zunächst mit dem Titel Is Marriage Necessary? in den Verleih gehen, was jedoch am Einspruch der Zensurbehörden scheiterte.

## Kinoauswertung
Die Produktionskosten lagen am Ende bei eher bescheidenen 950.000 US-Dollar. An der Kinokasse erwies sich der Film als erfolgreich und spielt allein in den USA 1.700.000 US-Dollar ein.

## Synchronisation
Die deutsche Synchronfassung entstand 1977 im Bavaria Atelier, München.
| Rolle                         | Darsteller        | Synchronsprecher  |
| ----------------------------- | ----------------- | ----------------- |
| Geraldine „Gerry“ Jeffers     | Claudette Colbert | Renate Küster     |
| Tom Jeffers                   | Joel McCrea       | Thomas Danneberg  |
| Maude, Prinzessin Centimillia | Mary Astor        | Ursula Heyer      |
| John D. Hackensacker III.     | Rudy Vallée       | Claus Wilcke      |
| Wienie King                   | Robert Dudley     | Leo Bardischewski |
| Clubmitglied Mr. McKeewie     | Victor Potel      | Wolf Ackva        |
| Clubmitglied                  | Jack Norton       | Erich Ebert       |

## Auszeichnungen
Das American Film Institute wählte Atemlos nach Florida auf Platz 77 der besten amerikanischen Komödien aller Zeiten.

## Kritiken
Die zeitgenössischen Kritiker waren zumeist freundlich und lobten den Film und seine Darsteller, allerdings bemängelten einige Kritiker eine gewisse Dialoglastigkeit. So schrieb Bosley Crowther am 11. Dezember 1942 in der New York Times mit Lob, aber auch einer gewissen Enttäuschung:

„Es ist schade, dass Preston Sturges, der Drehbuchautor und Preston Sturges, der Regisseur von ausgelassenen Filmen sich nicht vorab etwas besser kennengelernt haben, ehe sie, oder besser, er in Personalunion, Atemlos nach Florida gedreht haben. […] Atemlos nach Florida wird nie die Persiflage, die es sein möchte. Abgesehen von einigen amüsanten Momenten ist es eine langsame und langatmige Angelegenheit.“

„It’s a shame that Preston Sturges the writer and Preston Sturges the director of loco films didn’t get a little better acquainted before they—or, collectively he—put the final and finishing touches on The Palm Beach Story […] The Palm Beach Story never really becomes the romp it aims to be. Except for some helter-skelter moments, it is generally slow and garrulous.“

Beim Onlinedienst Rotten Tomatoes fielen 29 von 30 Kritiken positiv aus, lediglich die oben zitierte Kritik von Bosley Crowther wurde als negativ gewertet. Das American Film Institute wählte ihn auf Platz 77 der besten amerikanischen Komödien aller Zeiten.
Mit dem Abstand einiger Jahrzehnte urteilte das Lexikon des internationalen Films:

„Von geschliffenen, witzig-spritzigen Dialogen und hervorragenden Schauspielern getragene ‚Screwball‘-Komödie; eine ironische Verulkung der Jagd nach dem Erfolg“